# Quirostílids
Els quirostílids (Chirostylidae) són una família de crustacis decàpodes anomurs de la superfamília dels galateoïdeus (Galatheoidea).
S'assemblen als galatèids i com ells són marins i bentònics. Tenen l'abdomen ben desenvolupat i situat sota el tòrax; l'abdomen té ben definits els somites. Es poden trobar arreu del món excepte en aigües frígides.

## Sistemàtica
La família Chirostylidae comprèn 5 gèneres:
- Chirostylus Ortmann, 1892
- Gastroptychus Caullery, 1896
- Hapaloptyx Stebbing, 1920
- Heteroptychus Baba, 2018
- Uroptychodes Baba, 2004
- Uroptychus Henderson, 1888